# Alexander Hettich
Alexander Hettich (* 11. März 1988) ist ein deutscher Fußballspieler.

## Karriere
Nach seinen Anfängen in der Jugend vom FV Wiehl 2000, VfL Gummersbach und Bayer 04 Leverkusen wechselte er im Sommer 2007 in die 2. Mannschaft seines Jugendvereins. Im Sommer 2009 wechselte er zum Oberligisten TSV Germania Windeck. Nach zwei Spielzeiten wechselte er innerhalb der Liga zu den Sportfreunde Siegen. Am Ende der Saison 2011/12 stieg er mit seinem Verein in die Regionalliga West auf. Zu Beginn der Saison 2014/15 verließ er Siegen und wechselte zum FC Carl Zeiss Jena in die Regionalliga Nordost. Nach einer Saison in Thüringen wechselte er zum West-Regionalligisten Sportfreunde Lotte. Mit diesem Verein gelang ihm am Ende der Saison 2015/16 der Aufstieg in die 3. Liga. Dort kam er auch zu seinem ersten Profieinsatz, als er am 14. Spieltag beim 1:1-Unentschieden gegen den FSV Zwickau in der 62. Spielminute für Moritz Heyer eingewechselt wurde. Nachdem sein Vertrag im Sommer 2017 ausgelaufen war, kehrte Hettich in seine oberbergische Heimat Wiehl zurück und wechselte in die Kreisliga B zum VfR Marienhagen. Nach der Saison legte er eine einjährige Fußballpause ein und unterschrieb anschließend im Sommer 2019 einen Vertrag bei seinem Jugendverein FV Wiehl 2000. Im Sommer 2020 schloss er sich dem SV Schönenbach an.